# Državna cesta D519
D519 je državna cesta u Hrvatskoj. Ukupna duljina iznosi 16,2 km.